# Gangan Comics
Gangan Comics è una casa editrice di proprietà di Square Enix che crea e pubblica manga e riviste indirizzati a tutti i target commerciali. È conosciuta per le serie Fullmetal Alchemist, Soul Eater, Pandora Hearts e Black Butler.

## Monthly Shōnen Gangan

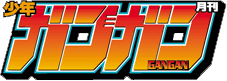
Logo della rivista

Monthly Shōnen Gangan (月刊少年ガンガン?, Gekkan Shōnen Gangan) è una rivista giapponese in cui all'interno si trovano diverse serie, arricchite da notizie ed informazioni, che si distribuiscono sulle oltre 600 pagine che contiene la rivista, ogni mese. Shōnen Gangan fu lanciata dalla Enix (ora Square Enix) nel 1991, per competere contro altre riviste, come ad esempio Shonen Magazine, Shōnen Jump e Shonen Sunday, e per puntare ad un pubblico giovane, prevalentemente maschile (shōnen). Ha pubblicato manga di quasi tutti i generi: d'avventura, di azione, fantasy, con elementi di fantascienza, e manga tratti da videogiochi. Square Enix pubblica anche Gangan YG e Monthly Gangan Wing (sostituita poi da Gangan Joker) che corredano la rivista principale.

### Manga e serie pubblicate
- 666 Satan[1]
- Akuma Jiten
- Choko Beast!!
- Code Age Archives
- Doubt (Yoshiki Tonogai)
- B.Ichi
- Blast of Tempest
- Bloody Cross
- Beelzebub-jō no okinimesu mama
- Dragon Quest: Eden no Senshitachi
- Dragon Quest: L'emblema di Roto
- Final Fantasy Crystal Chronicles: Beyond the Endless Sky
- Flash! Funny-face Club
- Fullmetal Alchemist (Hiromu Arakawa)
- Futoku no Guild
- Guardian Angel Getten
- Guru Guru - Il girotondo della magia[1]
- He is My Master
- Haré+Guu
- Il violinista di Hamelin (Michiaki Watanabe)
- Doubt (Yoshiki Tonogai)
- Kingdom Hearts (Shiro Amano)
- Kingdom Hearts II (Shiro Amano)
- Kingdom Hearts: Chain of Memories (Shiro Amano)
- Kingdom Hearts 358/2 Days (Shiro Amano)
- Vermeil in Gold
- Kurenai ōji
- Kuro no tantei
- Kyō no Kerberos (Ato Sakurai)
- Luno
- Munō na Nana
- Nagasarete Airantō[1] (Takeshi Fujishiro)
- Nangoku shōnen Papuwa-kun
- Ninpen Manmaru
- Ojisama to neko (Umi Sakurai)
- Red Raven
- Papuwa
- Shanghai yōmakikai
- Soul Eater[1] (Atsushi Ōkubo)
- Soul Eater Not![1] (Atsushi Ōkubo)
- Spiral: Suiri no kizuna[1]
- Star Ocean: Blue Sphere
- Star Ocean: The Second Story
- Star Ocean: Till the End of Time
- Miss Shachiku and the Little Baby Ghost
- Sukedachi Nine
- The World Ends with You (Shiro Amano)
- Tokyo Underground
- Totsugeki! Papparatai
- Twin Signal
- La principessa cadavere
- UFO Princess Valkyrie
- Val × Love (Ryousuke Asakura)
- The Record of Fallen Vampire
- Watashi no Messiah-sama
- Yomi no tsugai (Hiromu Arakawa)

## Gangan Powered
Gangan Powered (ガンガンパワード?, Gangan Pawaado) è una rivista giapponese di shōnen manga pubblicata dalla Square Enix. Nel 2009 la pubblicazione della rivista venne interrotta e fu sostituita da Gangan Joker.

### Manga pubblicati
- Final Fantasy XII (Gin Amou)
- Hero Tales - Le cronache di Hagun (Hiromu Arakawa)
- Higurashi no naku koro ni: Onikakushi-hen, Tsumihoroboshi-hen e Matsuribayashi-hen (Karin Suzuragi, Ryukishi07)
- He Is My Master (Asu Tsubaki, Mattsu)
- Kimikiss ～lyrical contact～
- Princess of mana (Seiken densetsu: Princess of mana) (Satsuki Yoshino)
- Shining Tears (Akira Kanda)
- Umineko When They Cry (Kei Natsumi, Ryukishi07)

## Monthly Gangan Wing
Monthly Gangan Wing (月刊ガンガンWING?, Gekkan Gangan Uingu) è una rivista giapponese di shōnen manga pubblicata dalla Square Enix fondata nel 1996. Come successo per Gangan Powered, questa rivista venne cancellata e sostituita da Gangan Joker nel 2009.

### Manga pubblicati
- Alice on Deadlines (Shiro Ihara)
- Ark (Nea Fuyuki)
- Dear (Cocoa Fujiwara)
- Chokotto hime (Ayami Kazama)
- Enchanter (Izumi Kawachi)
- Higurashi no naku koro ni: Watanagashi-hen e Meakashi-hen (Yutori Hōjō, Ryukishi07)
- Natsu no arashi! (Jin Kobayashi)
- Ignite (Hiiro Sasa)
- NecromanciA (Hamashin)
- Mahoraba (Akira Kojima)
- Sai Drill (Izumi Kawachi)
- Seto no hanayome (Tahiko Kimura)
- Stamp Dead (Kanoto Kinatsu)
- Tales of Eternia (Yoko Koike)
- Tenshou Yaoyorozu (Kanoto Kinatsu)
- Tokyo Innocent (Naru Narumi)
- Watashi no Kyūseishu-sama
- Watashi no Ōkami-san (Cocoa Fujiwara)

## Monthly GFantasy
Monthly GFantasy (月刊Gファンタジー?, Gekkan Jī Fantajī), o semplicemente Gangan Fantasy, è una rivista di shōnen manga giapponese lanciata dalla Square Enix nel 1993 (all'epoca Enix) e pubblicata dalla stessa Square Enix.

### Manga pubblicati
- Akai kiri no naka kara (Mosae Nohara)
- Aoharu × Kikanjū[1] (NAOE)
- Black Butler (Yana Toboso)
- Crimson-Shell (Jun Mochizuki)
- Cuticle tantei Inaba (Mochi)
- Disney: Twisted-Wonderland
- E'S (Satoru Yuiga)
- Hakata tonkotsu ramens (Chiaki Kisaki)
- Hanako-kun - I sette misteri dell'Accademia Kamome[4] (Aida Iro)
- Higurashi no naku koro ni: Tatarigoroshi-hen (Jiro Suzuki, Ryukishi07)
- Higurashi no naku koro ni: Minagoroshi-hen (Hinase Momoyama, Ryukishi07)
- Higurashi no naku koro ni: Yoigoshi-hen (Side story) (Mimori, Ryukishi07)
- I, Otaku: Struggle in Akihabara (Sōta-kun no Akihabara Funtōki) (Jiro Suzuki)
- Kamiyomi (Ami Shibata)
- Kimi to boku[1] (Kiichi Hotta)
- Graineliers
- Nabari[4] (Yūki Kamatani)
- Pani Poni (Hekiru Hikawa)
- Pandora Hearts (Jun Mochizuki)
- Rust Blaster (Yana Toboso)
- Tokyo Aliens
- Superior
- Switch
- The Royal Tutor (Higasa Akai)
- Yumekui Kenbun
- Yōkai gakkō no sensei hajimemashita! (Mai Tanaka)
- Zombie-Loan (PEACH-PIT)

## Young Gangan
Young Gangan (ヤングガンガン?, Yangu Gangan) è una rivista seinen manga giapponese pubblicata da Square Enix due volte al mese, il primo e il terzo venerdì del mese.

### Manga pubblicati
- Astro Fighter Sunred
- Arakawa Under the Bridge
- Amigo x Amiga (Takahiro Seguchi)
- Bamboo Blade[4]  (Aguri Igarashi, Masahiro Totsuka)
- Bitter Virgin (Kei Kusunoki)
- Kurokami (Sung-Woo Park, Dall-Young Lim)
- Dead Mount Death Play
- Darker than Black: Shikkikou no Hana (Yūji Iwahara)
- Dimension W (Yūji Iwahara)
- Donyatsu (Yūsuke Kozaki)
- Dousei Recipe (Towa Oshima)
- Drop Kick
- Hanamaru yōchien (YUTO)
- Il violinista di Hamelin (Michiaki Watanabe)
- Restaurant to Another World (Takaaki Kugatsu)
- Jackals (Kim Byung Jin, Shinya Murata)
- Kitakubu Katsudō Kiroku
- Knight's & Magic (Takuji Katō)
- L'isola dei bambini dimenticati (Kei Sanbe)
- Mortal List (Omigawa Namari)
- Hanamaru yōchien
- My Dress-Up Darling (Shin'ichi Fukuda)
- Mangaka-san to Assistant-san to (Hiroyuki)
- Murciélago (manga)(Kana Yoshimura)
- Nicoichi (Renjuro Kindaichi)
- Ryūō no oshigoto! (Shirō Shiratori, Kogetaokoge)
- Saki[1] (Ritsu Kobayashi)
- Sekirei[1] (Sakurako Gokurakuin)
- Sumomomo Momomo (Shinobu Ōtaka)
- The Arms Peddler (Kyoichi Nanatsuki)
- Yakumo-san wa ezuke ga shitai.
- Übel Blatt (Etorouji Shiono)
- Umeboshi (Maya Koikeda)
- Until Death Do Us Part (DOUBLE-S, Hiroshi Takashige)
- Working!![1] (Karino Takatsu)

## Monthly Big Gangan
Monthly Big Gangan (月刊ビッグガンガン?, Gekkan Biggu Gangan) è un numero speciale della rivista seinen manga giapponese Young Gangan pubblicata da Square Enix. Il primo numero fu pubblicato il 29 giugno 2007 col nome Zoukan Young Gangan (増刊ヤングガンガン?), per poi diventare il 25 aprile 2011 il Zoukan Young Gangan Big (増刊ヤングガンガンビッグ?). Dal 25 ottobre 2011 la rivista è passata dalla cadenza bimensile a quella mensile ed ha cambiato nuovamente il nome in Big Gangan (ビッグガンガン?).

### Manga pubblicati
- 009 Re:Cyborg (Asou Gatou)
- ACCA - L'ispettorato delle 13 province (Natsume Ono)
- Akame ga Kill! Zero[1] (Takahiro)
- Bamboo Blade C (Masahiro Totsuka)
- Fenrir (Chūgaku Akamatsu)
- Fuse Teppō Musume no Torimonochō (hakus)
- Tōhyō Game: anata ni kuroki ippyō o
- Goblin Slayer (Kōsuke Kurose)[6]
- Hi Score Girl[1] (Rensuke Oshikiri)
- Hinowa ga Crush! (Takahiro)
- I diari della speziale (Itsuki Nanao, Nekokurage)
- I tormenti della vampira reclusa (Kotei Kobayashi, Riichu)
- Nōrin (Shirow Shiratori)
- Deep Insanity (Makoto Fukami)
- Tales of Wedding Rings (Maybe)
- Ore no kanojo to osananajimi ga shuraba sugiru ai (Yūji Yūji)
- Ore no kanojo to osananajimi ga shuraba sugiru+H (Yūji Yūji)
- Rinne no Lagrange (Shotaro Suga)
- Saenai Heroine no Sodatekata: Koisuru Metronome (Fumiaki Maruto)
- Sakasama no patema another side (toi8)
- Magical Girl Spec-Ops Asuka
- Saki Biyori[1] (Saya Kiyoshi)
- Servant × Service[1](Karino Takatsu)
- Side story of Saki: shinohayu the dawn of age[1] (Ritz Kobayashi)
- Smoking Behind the Supermarket with You (Jinushi)
- Übel Blatt (Etorōji Shiono)
- Umineko When They Cry (Fumi Itō)
- Tōhyō Game: anata ni kuroki ippyō o
- Yahari ore no seishun love kome wa machigatteiru -monologue- (Rechi Kazuki)
- Kimi Shinitamou Koto Nakare (Yoko Taro)

## Gangan Online
Gangan Online (ガンガンオンライン?, Gangan Onrain) è una webzine giapponese gratuita di manga e light novel, pubblicata e aggiornata dalla Square Enix. La rivista online è stata attivata il 2 ottobre 2008.

### Manga pubblicati
- Ai wa noroi no Nihon ningyou (Kiki Suihei)
- Alba Rose no Neko (KARASU)
- Asao-san to Kurata-kun (Hero)
- Amanonadeshiko (Haruka Ogataya)
- Aphorism (Karuna Kujo)
- Barakamon (Satsuki Yoshino)
- Buyuuden Kita Kita (Hiroyuki Etou)
- Chokotto Hime (Ayami Kazama)
- Cyoku! (Nico Tanigawa)
- Danshi kōkōsei no nichijō
- En passant  (Taro Yuzunoki)
- Esoragoto (usi)
- L'assistente del mese - Gekkan shojo Nozaki kun[1] (Izumi Tsubaki)
- HoriMiya (Hero)
- Hyakuen! (Ema Tooyama)
- Il mio matrimonio felice (Akumi Agitogi)
- Karasu-tengu Ujyu (Iwanosuke Neguragi)
- Kingdom Hearts III (Shiro Amano)
- Kitakubu Katsudō Kiroku
- Kyou mo machiwabite (Ichi Saeki)
- Kyousou no Simulacra (Hideaki Yoshimura)
- Mononokean l'imbronciato
- Now Playing(Hifumi)
- Oji-chan Yuusha (Tarou Sakamoto)
- Pochi Gunsō (Mao Momiji, AKIRA)
- Ryuushika Ryuushika (Yoshitoshi ABe)
- Sachiiro no One Room (Hakuri)
- Seitokai no Wotanoshimi. (Marumikan)
- Sengoku Sukuna (Nekotama.)
- Shikisou (Akira Kanda)
- Shougakusei Host Pochi (SAORI)
- Sougiya Riddle (Akai Higasa)
- Tokyo Innocent (Naru Narumi)
- Yankee shota to otaku onee-san (Yumi Oshimi)
- Wa! (Akira Kojima)
- Watashi ga motenai no wa dō kangaetemo omaera ga warui! (Nico Tanigawa)

## Monthly Gangan Joker
Monthly Gangan Joker (月刊ガンガンJOKER?, Gekkan Gangan Joker) è una rivista shōnen manga giapponese lanciata dalla Square Enix il 22 aprile 2009.

### Manga pubblicati
- Akame ga Kill! (Takahiro, Tetsuya Tashiro)
- Bungaku shōjo to shinitagari no pierrot (Rito Kōsaka)
- Bungaku shōjo to uekawaku ghost (Rito Kōsaka)
- Corpse Party: Blood Covered (Team Guriguri)
- Damekko Kissa Dear (Ryōta Yuzuki)
- Dusk Maiden of Amnesia
- Eighth (Izumi Kawachi)
- Gugure! Kokkuri-san (Midori Endō)
- Happy Sugar Life (Tomiyaki Kagisora)
- A Sister's All You Need. (Kobashiko)
- Inu x Boku SS[1] (Cocoa Fujiwara)
- Kakegurui[1]  (Homura Kawamoto, Tōru Naomura)
- Kakegurui (Kakkokari) (Taku Kawamura)
- Kakegurui twin (Kei Saiki)
- Love x Rob x Stockholm (Hiroki Haruse)
- Manabiya (Akira Kojima)
- My Clueless First Friend (Taku Kawamura)
- Natsu no arashi![1] (Jin Kobayashi)
- NEET Princess Terrass (Tomohiro Shimomura)
- One Week Friends (Matcha Hazuki)
- Ore no kanojo to osananajimi ga shuraba sugiru (Nanasuke)
- Please Put Them On, Takamine-san[7] (Yuichi Hiiragi)
- Prunus Girl (Tomoki Matsuno)
- Ragna Crimson (Daiki Kobayashi)
- Rail aile bleue (Kazuyoshi Karasawa)
- The Maid I Hired Recently is Mysterious (Wakame Konbu)
- Sengoku Strays (Shingo Nanami)
- Shibuya Goldfish (Aoi Hiromi)
- Suki na Ko ga Megane o Wasureta
- Seto no hanayome (Tahiko Kimura)
- Shinigami-sama ni saigo no onegai wo (Mikoto Yamaguchi)
- Shinigami-sama to 4-nin no kanojo (Shin'ya Suyama)
- Shitsurakuen (Tōru Naomura)
- Dusk Maiden of Amnesia  (Maybe)
- The Case Study of Vanitas[1] (Jun Mochizuki)
- The Girl I Like Forgot Her Glasses (Koume Fujichika)
- The Great Jahy Will Not Be Defeated! (Wakame Konbu)
- Today's Great Satan II (Yūichi Hiiragi)
- Umineko When They Cry (Kei Natsumi, Ryukishi07)
- Yandere kanojo (Shinobi)

## Manga UP!
Come per Gangan Online, Manga UP! è un webzine giapponese gratuito di manga e pubblicato e aggiornato dalla Square Enix attivo dal nel 2017 in Giappone e da luglio 2022 globalmente.

### Manga pubblicati
- SINoALICE
- The Misfit of Demon King Academy
- I viaggi della strega - The Journey of Elaina
- YoRHa: Pearl Harbor Descent record – A NieR:Automata Story[9]
- My Isekai Life
- I viaggi della strega - The Journey of Elaina
- Sacks&Guns!!
- Engage Kiss
- By the Grace of the Gods

## Gangan BLiss
Gangan BLiss è una rivista giapponese shōnen'ai e yaoi fondata dalla Square Enix nel settembre 2021.

### Manga pubblicati
- My Groom Is Not You
- The Werewolf Wants to Eat His Favorite Detective
- Koisuru Gokudo onisan